# Rock'n'Roll Mops
Le Rock'n'roll Mops est une salle de concert rock alternative à Lyon qui a existé durant deux mois, du 28 avril 1978 au 30 juin 1978 en lieu et place de l'ancien dancing "Le Trianon". Créée par Philippe et Jean-Michel Demonet, elle était située au 25 bis de la rue Edison dans le troisième arrondissement. Créé au départ pour une expérimentation de 3 mois, le Rock'n'roll Mops a dû fermer prématurément à cause de problèmes de sécurité et de difficultés avec la municipalité.

## Histoire
Le samedi 29 juillet 1978 au théâtre antique de Fourvière est organisé la soirée New wave French connection en soutien à la salle menacée de fermeture. Cette soirée qui fait date dans l'histoire du rock à Lyon regroupe de nombreux artistes comme Bijou, Téléphone et Little Bob Story (et des groupes locaux comme Starshooter, Electric Callas, Ganafoul ou Marie et les Garçons) et réunit plus de 5 000 spectateurs.
La salle porte le nom de l'un des quatre premiers morceaux de rocks français composés en 1956 par Henri Cording (alias Henri Salvador), Vernon Sinclair (alias Boris Vian) et Mig Bike (alias Michel Legrand).
Il existe une vidéo montrant l'atmosphère de cette salle.

## Disposition
Le Rock'n'Roll Mops était composé de trois salles réparties sur trois étages : une de 800 places, une autre de 250 et la dernière d'environ 100 places. Il y avait aussi une piste de danse et des box autour de la scène pour pouvoir se retrouver à plusieurs.

## Programmation

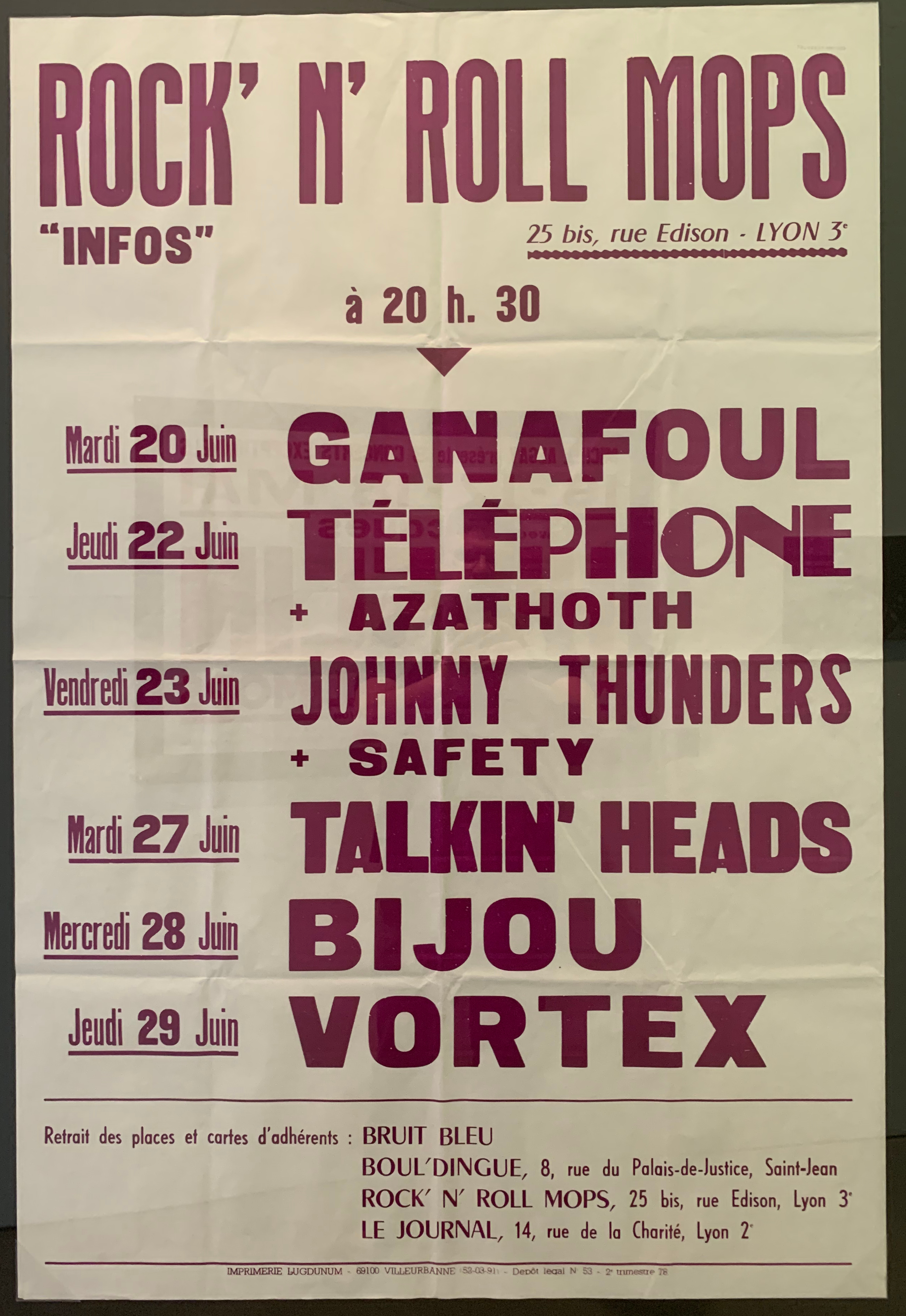
Affiche de concerts du Rock' n' roll Mops à Lyon (du 20 au 29 juin 1978).

Le lieu a été inauguré le 28 avril 1978 par un concert de Jacques Higelin (qui s'y reproduira les 16, 17 et 18 mai suivants). D'autres groupes s'y sont produits tels que Soft Head (le 4 mai), Little Bob Story, Au Bonheur des dames, Electric Callas, Marie et les Garçons, Starshooter, Ganafoul (le 20 juin), Téléphone (le 22 juin), Johnny Thunder (le 23 juin), Talking Heads (le 27 juin), Bijou (le 28 juin), Vortex (le 29 juin), Factory, Rotters et Afto.